# Vovin
Vovin è il settimo album in studio del gruppo musicale svedese Therion, pubblicato il 4 maggio 1998 dalla Nuclear Blast.
Sono presenti sul disco registrazioni effettuate con un coro vero e proprio e con un'orchestra.

## Tracce
1. The Rise of Sodom and Gomorrah – 6:46
2. Birth of Venus Illegitima – 5:15
3. Wine of Aluqah – 5:05
4. Clavicula Nox – 8:50
5. The Wild Hunt – 3:49
6. Eye of Shiva – 6:20
7. Black Sun – 5:11
8. Draconian Trilogy: The Opening – 1:29
9. Draconian Trilogy: Morning Star – 3:35
10. Draconian Trilogy: Black Diamonds – 2:39
11. Raven of Dispersion – 5:57

### Bonus tracks
1. The King – 4:08 – cover degli Accept

## Formazione
- Christofer Johnsson - chitarra
- Kimberly Goss - voce, tastiera
- Wolf Simon - batteria
- Jan Kazda - basso
- Martina Astner - voce
- Indigo Orchestra